# Epidendroideae Superior
La Epidendroideae Superior es una subdivisión dentro de la subfamilia Epidendroideae,  denominada anteriormente Vandoideae pertenece a la familia Orchidaceae de las Orquídeas.
Esta es la segunda mayor subfamilia con unos 300 géneros que incluyen a más de 5.000 especies. La mayoría con hábito de epífitas, pero incluyen algunas terrestres y saprófitas, la mayoría se crían en zonas tropicales. El tallo principal se desarrolla en una sola dirección. Muchas de las especies presentan pseudobulbos (p.e. una hinchazón en la base del tallo), que normalmente es más corta y robusta que las que presentan las Epidendroideae. La característica más significativa de las Vandeoideae es un Polinia de apilamiento celular (= estípite), Polinia superpuestos y un  desarrollo único de la antera incumbente, que dobla tempranamente en el desarrollo.
- Tribu: Cymbidieae  : aproximadamente unas  1,800 especies en 100 a 130 géneros. Estas especies son o terrestres o epífitas, y se distribuyen a lo largo de todas las regiones tropicales del globo. Todas las especies tienen unas características comunes de un hábito de desarrollo simpodial y 2 Polinia.
  - Subtribu: Acripsidinae
    - Géneros:  Acriopsis

  - Subtribu: Bromheadiinae
    - Géneros: Bromheadia

  - Subtribu: Catasetinae
    - Géneros: Catasetum - Clowesia - Cycnoches - Dressleria - Mormodes

  - Subtribu: Cyrtopodiinae
    - Alianza: Cyrtopodium
      - Géneros: Cymbidiella - Cyrtopodium - Galeandra

    - Alianza: Cymbidium
      - Géneros: Ansellia - Cymbidium - Grammatophyllum

    - Alianza: Híbridos
      - Géneros: Bifrenidium - Cymphiella - Cyrtellia - Eulocymbidiella - Galeansellia - Graphiella

  - Subtribu: Eulophiinae
    - Géneros: Cyanaeorchis - Dipodium - Eulophia - Geodorum - Oeceoclades - Pteroglossaspis

  - Subtribu:  Goveniinae
    - Géneros: Govenia

  - Subtribu: Thecostelinae
    - Géneros: Thecopus - Thecostele
- Tribu: Polystachyeae
  - Géneros: Polystachya
- Tribu: Vandeae
sobre   1,700 especies en más de 130 géneros. Se encuentran en  Asia tropical, Islas del Pacífico, Australia, y África.
  - Subtribu: Aerangidinae
    - Géneros: Aerangis - Ancistrorhynchus - Angraecopsis - Azadehdelia - Beclardia - Bolusiella - Cardiochilus - Chamaeangis - Chauliodon - Cyrtorchis - Diaphananthe - Dinklageella - Distylodon - Eggelingia - Encheiridion - Eurychone - Holmesia - Listrostachys - Margelliantha - Microcoelia - Microterangis - Mystacidium - Nephrangis - Plectrelminthus - Podangis - Rangaeris - Rhaesteria - Rhipidoglossum - Sarcorhynchus - Solenangis - Sphyrarhynchus - Summerhayesia - Taeniorrhiza - Triceratorhynchus - Tridactyle - Ypsilopus

  - Subtribu: Angraecinae
    - Géneros: Aeranthes - Ambrella - Angraecum - Bonniera - Calyptrochilum - Campylocentrum - Cryptopus - Dendrophylax - Harrisella - Jumellea - Lemurella - Lemurorchis - Neobathiea - Oeonia - Oeoniella - Ossiculum - Perrierella - Polyradicion - Sobennikoffia

  - Subtribu: Sarcanthinae
    - Alianza: Phalaenopsis
      - Géneros: Aerides - Chiloschista - Doritis - Phalaenopsis - Paraphalaenopsis - Rhynchostylis - Sarcochilus

    - Alianza: Vanda 
      - Géneros: Adenoncos - Arachnis - Ascocentrum - Ascoglossum - Euanthe - Luisia - Renanthera - Vanda - Vandopsis

    - Alianza: Trichoglottis 
      - Géneros: Abdominea - Acampe - Amesiella - Cleisostoma - Gastrochilus - Neofinetia - Robiquetia - Trichoglottis

    - Alianza: sin asignar
      - Géneros: Armodorum - Ascochilopsis - Ascochilus - Ascolabium - Biermannia - Bogoria - Brachypeza - Calymmanthera - Ceratocentron - Ceratochilus - Chamaeanthus - Christensonia - Chroniochilus - Cleisocentron - Cleisomeria - Cordiglottis - Cottonia - Cryptopylos - Dimorphorchis - Diplocentrum - Diploprora - Dryadorchis - Drymoanthus - Dyakia - Eparmatostigma - Esmeralda - Grosourdya - Gunnarella - Haraella - Holcoglossum - Hygrochilus - Hymenorchis - Lesliea - Loxoma - Macropodanthus - Malleola - Megalotis - Micropera - Microsaccus - Microtatorchis - Mobilabium - Nothodoritis - Omoea - Ornithochilus - Papilionanthe - Papillilabium - Parapteroceras - Pelatantheria - Pennilabium - Peristantherus - Phragmorchis - Plectorhiza - Pomatocalpa - Porphyrodesme - Porrorhachis - Proteroceras - Renantherella - Rhinerrhiza - Rhynchogyna - Saccolabiopsis - Saccolabium - Sarcanthopsis - Sarcoglyphis - Sarcophyton - Schistotylus - Schoenorchis - Sedirea - Seidenfadenia - Smithsonia - Smitinandia - Staurochilus - Stereochilus - Taeniophyllum - Thrixspermum - Trudelia - Tuberolabium - Uncifera - Ventricularia - Xenicophyton

    - Alianza: Híbridos
      - Géneros: Aeridovanda - Aranda - Ascocenda - Ascofinetia - Asconopsis - Christieara - Doritaenopsis - Opsistylis - Perreiraara - Renanstylis - Renantanda - Renanthopsis - Rhynchovanda - Vandaenopsis - Vascostylis
- Tribu Maxillarieae  : de 70 a 80 géneros con unas 1,000 especies la mayoría crecen en la  América tropical como terrestres o epífitas, unas pocas son saprófitas. la mayoría presentan pseudobulbos, pero unas pocas tienen tallos parecidos a cañas ó gruesos tallos subterráneos. Las flores tienen 4 Polinia.
  - Subtribu: Cryptarrheninae
    - Géneros: Cryptarrhena

  - Subtribu: Corallorhizinae
    - Géneros: Corallorhiza

  - Subtribu: Dichaeinae
    - Géneros: Dichaea

  - Subtribu: Lycastinae
    - Géneros: Anguloa - Bifrenaria - Horvatia - Ida - Lycaste - Neomoorea - Rudolfiella - Teuscheria - Xylobium - Zylobium

  - Subtribu: Maxillariinae
    - Géneros: Anthosiphon - Chrysocycnis - Cryptocentrum - Cyrtidiorchis - Maxillaria - Mormolyca - Pityphyllum - Trigonidium

  - Subtribu: Oncidiinae
    - Alianza: Oncidium
      - Géneros: Ada - Aspasia - Brassia - Cochlioda - Miltonia - Miltoniopsis - Odontoglossum - Oncidium (most)

    - Alianza: Trichocentrum
      - Géneros: Trichocentrum

    - Alianza: Comparettia
      - Géneros: Tolumnia - Comparettia - Rodriguezia

    - Alianza: Trichophilia
      - Géneros: Notylia - Psychopsis - Trichopilia

    - Alianza: Lockhartia
      - Géneros: Lochhartia

    - Alianza: sin asignar
      - Géneros: Amparoa - Antillanorchis - Baptistonia - Binotia - Braasiella - Brachtia - Buesiella - Capanemia - Caucaea - Chelyorchis - Cischweinfia - Cuitlauzina - Cypholoron - Cyrtochilum - Diadenium - Dignathe - Erycina - Fernandezia - Gomesa - Helcia - Hispaniella - Hybochilus - Ionopsis - Konantzia - Lemboglossum - Leochilus - Leucohyle - Lophiaris - Macradenia - Macroclinium - Mesoglossum - Mesospinidium - Mespospinidium - Mexicoa - Miltonioides - Neodryas - Neokoehleria - Olgasis - Oliveriana - Ornithophora - Osmoglossum - Otoglossum - Pachyphyllum - Palumbina - Papperitzia - Plectrophora - Polyotidium - Psychopsiella - Psygmorchis - Pterostemma - Quekettia - Raycadenco - Rhynchostele - Rodrigueziella - Rodrigueziopsis - Rossioglossum - Rusbyella - Sanderella - Saundersia - Scelochilus - Sigmatostalix - Solenidiopsis - Solenidium - Solonidium - Stictophyllum - Suarezia - Sutrina - Symphoglossum - Systeloglossum - Ticoglossum - Tolumnia - Trizeuxis - Warmingia - Zelenkoa

    - Alianza: Híbridos
      - Géneros: Aliceara - Bakerara - Beallara - Brassidium - Burrageara - Colmanara - Degarmoara - Howeara - Maclellanara - Miltassia - Miltonidium - Odontobrassia - Odontocidium - Odontonia - Rodricidium - Trichocidium - Vuylstekeara - Wilsonara

  - Subtribu: Ornithocephalinae
    - Géneros: Caluera - Centroglossa - Chytroglossa - Dipteranthus - Dunstervillea - Eloyella - Hintonella - Ornithocephalus - Phymatidium - Platyrhiza - Rauhiella - Sphyrastylis - Thysanoglossa - Zygostates

  - Subtribu: Stanhopeinae
    - Géneros: Acineta - Braemia - Cirrhaea - Coeliopsis - Coryanthes - Embreea - Gongora - Horichia - Houlletia - Jennyella - Kegeliella - Lacaena - Lueddemannia - Lycomormium - Paphinia - Peristeria - Polycycnis - Schlimmia - Sievekingia - Soterosanthus - Stanhopea - Trevoria - Vasqueziella

  - Subtribu: Telipogoninae
    - Géneros: Hofmeisterella - Stellilabium - Telipogon - Trichoceros

  - Subtribu: Zygopetalinae
    - Alianza:  Warrea
      - Géneros: Otostylis - Warrea

    - Alianza: Zygopetalum
      - Géneros: Aganisia - Batemannia - Cheiradenia - Chondrorhyncha - Colax - Pabstia - Promenaea - Zygopetalum

    - Alianza: Bollea
      - Géneros: Bollea - Chondrorhyncha - Cochleanthes - Huntleya - Kefersteinia - Pescatoria - Stenia

    - Alianza: Vargasiella
      - Géneros: Vargasiella

    - Alianza: sin asignar
      - Géneros: Benzingia - Chaubardia - Chaubardiella - Dodsonia - Galeottia - Hoehneella - Koellensteinia - Neogardneria - Paradisanthus - Scuticaria - Warreella - Warreopsis - Zygosepalum

    - Alianza: Híbridos
      - Géneros: Aitkenara - Bateostylis - Bollopetalum - Chondrobollea - Cochella - Cochlecaste - Cochlenia - Cochlepetalum - Downsara - Durutyara - Hamelwellsara - Huntleanthes - Kanzerara - Keferanthes - Lancebirkara - Otocolax - Otonisia - Palmerara - Rotorara - Zygocaste - Zygolum - Zygonisia - Zygostylis